# Jean-Louis Bonnard
Pour les articles homonymes, voir Louis Baunard.
Jean-Louis Bonnard - 1824-1852, est un prêtre français des Missions étrangères de Paris, faisant partie du groupe des 117 Martyrs du Viêt-Nam canonisés le 19 juin 1988 par Jean-Paul II.

## Sa vie

### L’enfance
Jean-Louis Bonnard est né le 1er mars 1824 à Saint-Christo-en-Jarez près de Saint-Étienne.
Son père avait été mobilisé sous l'Empire en Prusse et en Russie, il épousa Anne Bonnier en 1817 avec laquelle il eut six enfants. Ils n'avaient pas assez de ressources pour les envoyer à l'école, si bien que le père apprit à lire à l'aîné, charge à lui de transmettre ses connaissances à ses jeunes frères.
Jean-Louis, dès son plus jeune âge, désirait être prêtre. Il fit sa première communion en 1836, en ayant eu de grosses difficultés à suivre le catéchisme, puisqu'il savait très mal lire. Toutefois, son caractère enjoué et sa piété profonde lui attiraient beaucoup de sympathie.
Ne pouvant pas continuer d'études, le jeune Jean-Louis fut placé par ses parents comme berger. Là, en surveillant ses bêtes, il lisait son livre de catéchisme et récitait son chapelet, en répétant au curé de la paroisse qu'il voulait à tout prix devenir prêtre. Devant son insistance, son père finit par lui faire intégrer un pensionnat en ville.
Son instituteur disait de lui :
« Il ne savait presque ni lire ni écrire. Le peu qu'il connaissait, il l'avait appris soit de lui-même tout en gardant son bétail, soit dans les quelques mois de leçons qu'il avait reçues au presbytère. Aussi causa-t-il beaucoup d'embarras la première année. Que de fois, perdant patience avec lui, on lui adressa des paroles dures sur son peu d'aptitudes et ses faibles progrès ! Jean-Louis ne se rebuta jamais. La seconde année, il réussit un peu mieux. La troisième année, il put suivre ses condisciples qui admiraient sa piété et son courage, et se prêtaient volontiers à lui expliquer ce qu'il avait peine à comprendre ».

## Le séminaire
Jean-Louis entra en quatrième au petit séminaire de Saint-Jodard, et il commença à se passionner pour les Annales de la propagation de la foi, avec ses visions de territoires inconnus, et de dangereuses missions religieuses. Il travaillait donc avec acharnement, poursuivant son but. Il déclarait à son frère François qu'il était toujours bien décidé à devenir prêtre « quel que soit l'endroit où Dieu l'appellera à le servir ». Il partit donc pour le grand séminaire de Lyon.
Il fit part aux prêtres qui l'accompagnaient de sa décision de rejoindre les Missions Étrangères de Paris. Ceux-ci voulurent auparavant l'éprouver, et, devant sa forte détermination, finirent par l'encourager.
Son supérieur au grand séminaire disait de lui :
« Ce jeune homme est un saint, je ne doute pas que la vocation missionnaire à laquelle il aspire ne vienne de Dieu ».
Il dut toutefois obtenir l'autorisation de l'archevêque pour quitter le diocèse, et se séparer ensuite de ses parents. Après avoir fait une dernière visite à la basilique Notre-Dame de Fourvière, il quitta sa région natale et arriva au séminaire des Missions étrangères de Paris le 4 novembre 1846. Il avait 22 ans.
Il s'y trouvait très bien, et ses condisciples l'aimaient beaucoup.
Ils disaient de lui :
« Sa figure, sur laquelle était habituellement peinte une aimable candeur, était empreinte d'une naïveté presque enfantine, ce qui lui attirait facilement l'affection de ses confrères... Il présente l'image de ces grands fleuves qui roulent leurs eaux abondantes sans aucun bruit, et enrichissent les pays qu'ils arrosent… Ange de paix, humble, modeste, doué d'une très grande charité à l'égard de tous, il devait sans doute ces aimables vertus à son innocence baptismale parfaitement conservée.»
De son côté, il tentait de rassurer ses parents, inquiets de le voir partir vers des contrées réputées très dangereuses.

### La Mission
Jean-Louis Bonnard fut ordonné prêtre le 23 décembre 1848, et partit de Nantes le 8 février 1849 à destination de la procure des missions basée à Hong Kong où il arriva le 5 juillet 1849.
De là, il embarqua en direction du Tonkin où il arriva en pleine épidémie de choléra. Il commença son ministère en compagnie de monseigneur Retord, apprenant la langue et les coutumes, s'habituant au climat et à la nourriture locale.
En mai 1851, monseigneur Retord lui confia la direction de la mission de Kẻ Bàng. La vie des missionnaires était difficile et dangereuse, des persécutions les menaçaient sans arrêt, et avec eux les nouveaux convertis. Déjà des prêtres, avaient été dénoncés et exécutés.
À son tour, fin mars 1852, Jean-Louis Bonnard fut dénoncé et emprisonné à Nam-Dinh. Il refusa de profaner la croix comme on l'exigeait, et de donner les noms de ses sympathisants. Il fut donc condamné à être décapité, sous le motif de condamnation suivant :  « prédication de la religion perverse».
La veille de sa mort, il écrivait : « Demain, samedi 1er mai, fête des saints Apôtres Philippe et Jacques, voilà, je crois, le jour fixé pour mon sacrifice. Je meurs content. Que le Seigneur soit béni ! La veille de ma mort, 30 avril 1852 ».
Le corps et la tête de Jean-Louis Bonnard furent embarqués à bord d'une jonque, et jetés au milieu du Fleuve Rouge afin de le soustraire à la vénération des chrétiens, mais ceux-ci parvinrent à repêcher la dépouille du martyr, et à la rapporter au quartier général de l'évêque qui procéda à ses obsèques solennelles.

## Béatification - Canonisation
- Il a été béatifié le 7 mai 1900 par le pape Léon XIII,
- Et canonisé le 19 juin 1988 par le pape Jean-Paul II en même temps que les autres martyrs du Viêt Nam.

## Citations
- De Jean-Louis Bonnard, juste avant de rejoindre le séminaire des Missions Étrangères : « Toute mon ambition : saisir la première palme de martyr qui se présentera.»
- Lettre à ses parents juste avant sa mort : « Quand vous recevrez cette lettre, vous pourrez être certains que ma tête sera tombée sous le tranchant du glaive, car elle ne doit vous être envoyée qu'après mon martyre. Je mourrai pour la foi de Jésus-Christ. Ainsi donc, réjouissez-vous. »

## Hommages et postérité
Poème de Victor Hugo dédié à Jean-Louis Bonnard :

« Ô saint prêtre ! grande âme ! oh! je tombe à genoux !

Jeune, il avait encore de longs jours parmi nous ;

Il n'en a pas compté le nombre ;

Il était à cet âge où le bonheur fleurit ;

Il a considéré la croix de Jésus-Christ

Toute rayonnante dans l'ombre.

Or il est loin de nous une autre humanité,

Qui ne le connaît point, et dans l'iniquité Rampe enchaînée,

et souffre et tombe.

Il s'est dit qu'il est bon d'éclairer dans leur nuit,

Ces peuples égarés loin du progrès qui luit,

Dont l'âme est couverte de voiles ;

Puis il s'en est allé dans les vents, dans les flots,

Vers les noirs chevalets et les sanglants billots,

Les yeux fixés sur les étoiles. »

— À un martyr - (Les Châtiments)